# Deeper than Rap
Deeper than Rap is het derde muziekalbum van de rapper Rick Ross. De eerste single van het album is "Magnificent", samen met John Legend. Het album is geproduceerd door The Runners. Andere producers zoals J.U.S.T.I.C.E. League, Drumma Boy, J Rock, Jim Jonsin en zelfs T.I. produceren losse singles van Ross. Kanye West produceert de single "I'm Just Doing My Thing". De officiële datum van uitgave van het album is 21 april 2009. Het album lekte uit op 14 april 2009.

## Tracklist[1]
1. "Mafia Music" (geproduceerd door The Inkredibles)
2. "Maybach Music, Pt.2" (featuring Kanye West, Lil' Wayne, & T-Pain) (geproduceerd door Kanye West & J.U.S.T.I.C.E. League))
3. "Magnificent" (featuring John Legend) (geproduceerd door J.U.S.T.I.C.E. League)
4. "Yacht Club" (featuring Magazeen) (geproduceerd door J.U.S.T.I.C.E. League)
5. "Usual Suspects" (featuring Nas & Kevin Cossom) (geproduceerd door The Inkredibles)
6. "All I Really Want" (featuring The-Dream) (geproduceerd door Tricky Stewart)
7. "Rich Off Cocaine" (featuring Avery Storm) (geproduceerd door J.U.S.T.I.C.E. League)
8. "Lay Back" (featuring Robin Thicke) (geproduceerd door The Runners)
9. "Murda Miami" (featuring Foxy Brown) (geproduceerd door Bigg D)
10. "Gunplay" (featuring Gunplay of Triple C's) (geproduceerd door The Inkredibles)
11. "Bossy Lady" (featuring Ne-Yo) (geproduceerd door The Runners)
12. "Face" (featuring Trina) (geproduceerd door Drumma Boy)
13. "Valley of Death" (geproduceerd door DJ Toomp)
14. "In Cold Blood" [50 Cent diss] (geproduceerd door The Runners)